# Mahaut d'Artois
Mahaut o Matilde d'Artois, (1268 – Parigi, 27 novembre 1329) fu contessa consorte di Borgogna e Chalon, dal 1291 al 1303, contessa reggente di Borgogna e Chalon, dal 1303 al 1315 e contessa regnante d'Artois, dal 1302 alla sua morte.

## Origine
Secondo le Gesta Philippi Tertii Francorum Regis, Mahaut era la figlia primogenita del conte d'Artois, Roberto II il Nobile (1250-1302) e della signora di Conches Amicie di Courtenay figlia di Pietro di Courtenay (1218 - † 1250), signore di Conches e di Mehun, e di Petronilla di Joigny, come ci conferma la Histoire généalogique de la Maison royale de Courtenay.
Sempre secondo la Histoire généalogique de la Maison royale de Courtenay, Roberto II d'Artois era il figlio postumo del conte d'Artois, Roberto I (fratello del re di Francia, Luigi IX il Santo) e di Matilde di Brabante (1224 – 1288), figlia del duca di Brabante, Enrico II.

## Biografia
Ancora in fasce ereditò la signoria di Conches.

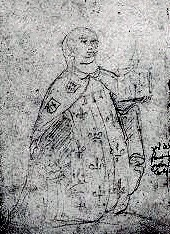
Mahaut d'Artois

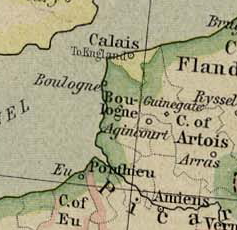
La contea d'Artois

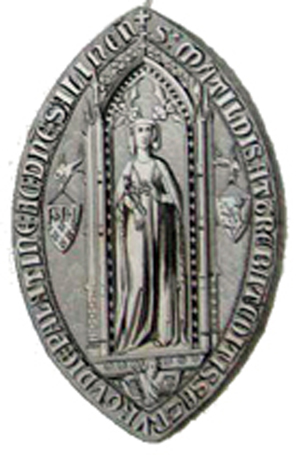
Sigillo di Matilde d'Artois

Matilde sposò nel 1291, come ci confermano le Gesta Philippi Tertii Francorum Regis, il signore di Salins, conte di Chalon e conte di Borgogna, Ottone IV,, che l'anno prima era rimasto vedovo della prima moglie, Filippa di Bar (?-1290). Ottone IV, secondo il documento n° LIV del Monumenta Zollerana, datato 1269, era figlio di Ugo di Châlon e della contessa di Borgogna, Adelaide I, che, come risulta dal documento del contratto di matrimonio stipulato dai genitori, riportato nella Histoire généalogique des Sires de Salins (Besançon), Tome I, era la figlia maggiore del duca d'Andechs e di Merania e conte consorte di Borgogna, Ottone I d'Andechs e di Merania e della prima moglie, la contessa di Borgogna, Beatrice II, che era la figlia secondogenita (secondo il Monacho Novi Monasterii Hoiensis Interpolata era l'unica figlia) del conte di Borgogna e, per un breve periodo anche conte di Lussemburgo, Ottone I e della moglie (il matrimonio viene confermato dal Historiens occidentaux II, Historia Rerum in partibus transmarinis gestarum: -L'estoire de Eracles Empereur et la conqueste de la terre d'Outremer- Continuator) Margherita di Blois (1170-1230), che, come si apprende dal documento n° XXV degli Archives de la Maison-Dieu de Châteaudun, datato 1183, era figlia del conte di Blois, Châteaudun e Chartres, Tebaldo V e di Alice di Francia, a sua volta figlia del re di Francia Luigi VII e della duchessa d'Aquitania e Guascogna e contessa di Poitiers, Eleonora, come ci conferma la Chronica Albrici Monachi Trium Fontium.
Suo marito Ottone IV concordò il matrimonio tra la loro figlia maggiore, Giovanna e il secondogenito del re di Francia, Filippo il Lungo, confermando le condizioni di vassallaggio della Franca Contea, o contea di Borgogna alla Francia, note come le convenzioni di Vicennes.; dopo il trattato concluso tra Filippo il Bello e il nuovo re di Germania, Alberto d'Asburgo, la Franca Contea era sempre più legata alla Francia.
Nel 1302, alla morte di suo padre, il conte d'Artois, Roberto II il Nobile, alla battaglia di Courtrai, a causa della morte prematura dei due fratelli di Matilde, Roberto ancora bambino, nel 1272, e Filippo, nel 1298, la contea d'Artois, venne contesa tra Matilde ed il nipote, ancora minorenne, Roberto, figlio di Filippo, che rivendicava il feudo, in quanto discendente della linea maschile. Ebbe la meglio Matilde.
Nel 1303 rimase vedova. Infatti suo marito Ottone IV morì il 7 marzo 1303, a Melun, a seguito delle ferite riportate nella battaglia di Cassel, del 5 dicembre del 1302, a seguito della spedizione voluta dal re di Francia, Filippo il Bello, di cui Ottone IV era a capo, in quanto come nuovo conte d'Artois dovette combattere contro le truppe dei fiamminghi, del principato vescovile di Liegi.
Mahaut divenne tutrice del figlio di tre anni, Roberto (1300-1315) e dovette far fronte, tra il 1314 e il 1315, alle sollevazioni della piccola nobiltà di Artois e di Borgogna, schierandosi con il sovrano di Francia, Filippo IV il Bello e, dopo la sua morte, con Luigi X l'Attaccabrighe.
Nel frattempo Matilde, donna energica e determinata, si era dovuta difendere nei processi di fronte alla corte di Parigi, contro suo nipote Roberto III d'Artois, che continuava a rivendicare la contea. Nonostante le rivendicazioni del parente, i diritti di Matilde sul Feudo furono confermati, in due processi successivi, nel 1308 e, dato che i nobili dell'Artois, nel 1314, si erano ribellati appoggiando il nipote, fu accusata di atti criminali durante la repressione, ma fu confermata nella contea, nel 1317.
Nel 1315, sua figlia, Giovanna, era rinchiusa nel castello di Dourdan, in quanto, all'inizio del 1314, a seguito dello scandalo della torre di Nesle, il re, Filippo il Bello, aveva fatto arrestare le tre nuore: Margherita di Borgogna, figlia del duca di Borgogna e re titolare di Tessalonica, Roberto II e della moglie, Agnese di Francia, moglie del figlio primogenito, Luigi X l'Attaccabrighe e le due figlie di Matilde, Giovanna, moglie del secondogenito Filippo il Lungo) e Bianca, moglie del terzogenito Carlo Martello il Bello), con l'accusa di adulterio, come riportato dalla Continuatio Chronici Guillelmi de Nangiaco.
In quello stesso anno, alla morte del figlio, Roberto, a Parigi, sua figlia Giovanna II divenne la contessa di Borgogna e amministrò la contea con la guida della madre e del marito, Filippo il Lungo, fratello del re di Francia, Luigi X.
A causa dell'adulterio della regina Margherita, anche la legittimità della figlia di Margherita, Giovanna, fu messa in discussione, nonostante che la nonna, Agnese di Francia, affiancata dal figlio, il duca di Borgogna, Oddone IV, si battesse, specialmente dopo la morte della figlia Margherita (1315), perché i diritti della nipote Giovanna di diventare regina sia di Francia che di Navarra, fossero garantiti.
Alla morte del padre di Giovanna, Luigi X, (5 giugno 1316), il fratello, e zio di Giovanna, Filippo il Lungo, conte di Poitiers, fu prima nominato reggente e poi re, privando Giovanna dei suoi diritti.
Il 9 gennaio del 1317, Mahaut assistette, col solo Carlo di Valois, all'incoronazione di suo genero, Filippo V il Lungo e di sua figlia, Giovanna, che era tornata libera, a sovrani di Francia. Nel mese di febbraio, poi, una commissione di prelati, cittadini autorevoli, feudatari e dottori dell'università enunciarono il principio che una donna non può accedere al trono di Francia.
Il suo autoritarismo la rese impopolare. Questo spiegherebbe le denigrazioni a volte esagerate contro di lei: in particolare la si accusò di aver fatto assassinare il piccolo Giovanni I di Francia che avrebbe ostacolato l'ascesa al trono del genero..
Nel 1318, il nipote, Roberto III, cercò di impadronirsi della contea d'Artois con la forza, ma il genero, il re Filippo V il Lungo, intervenne a favore di Matilde, con esito vittorioso.
Mahaut entrò in seguito nella Corte dei Pari.

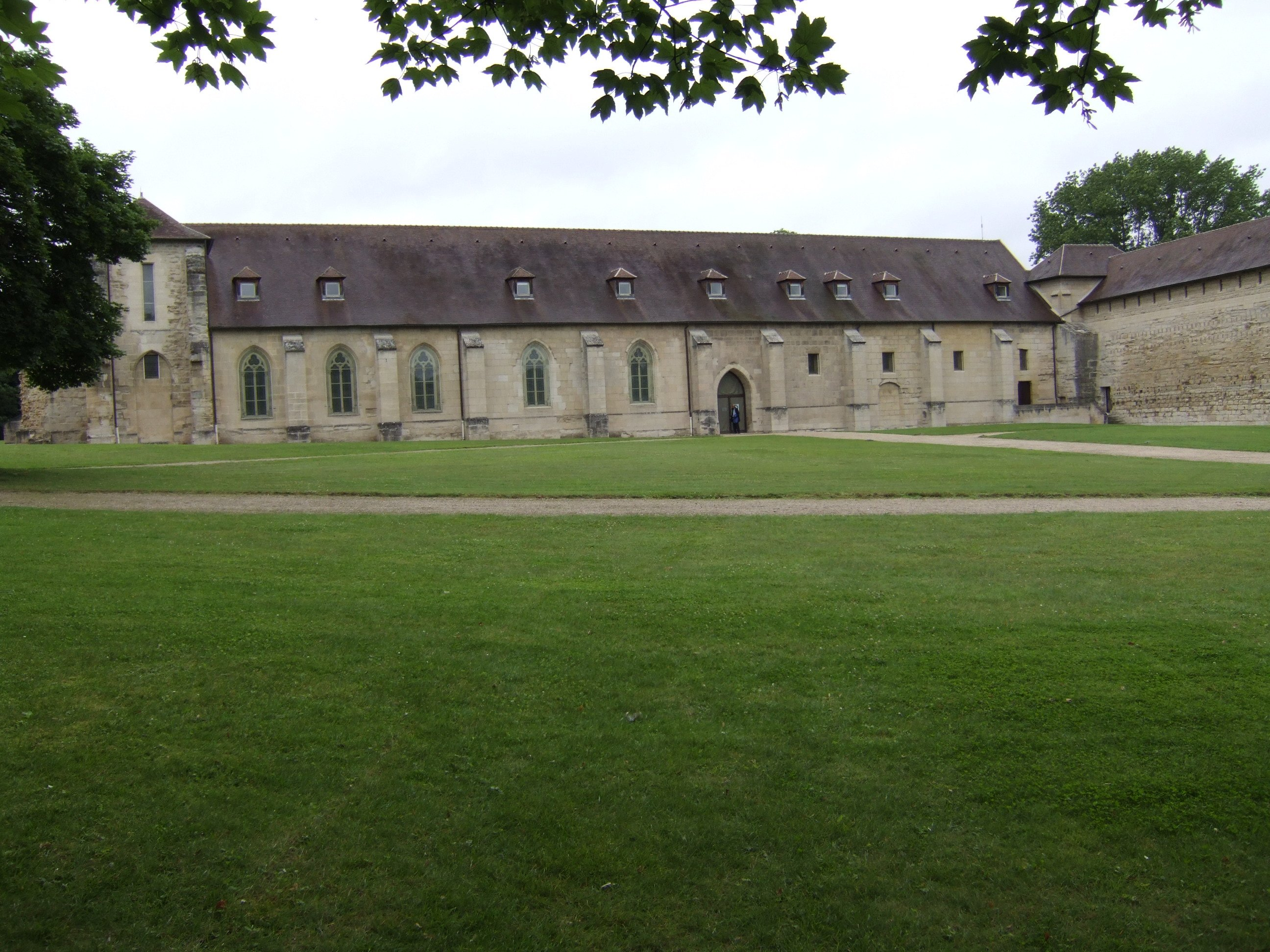
Facciata sud dell'abbazia di Maubuisson di Saint-Ouen-l'Aumône

Nel 1322, alla morte del genero, Filippo V il Lungo, privo eredi maschi, trascurando i diritti della figlia primogenita, nipote di Mahaut, anche lei di nome Giovanna, gli succedette, sia sul trono di Francia che su quello di Navarra, il fratello Carlo IV il Bello, mentre la moglie, Bianca, ritenuta colpevole di adulterio, era ancora tenuta segregata nella fortezza di Château-Gaillard. Carlo IV avrebbe voluto divorziare, ma la Chiesa non riteneva l'adulterio causa sufficiente per concedere il divorzio.
Mahaut fu la causa involontaria dello scioglimento del matrimonio di sua figlia, Bianca, regina di Francia, ma reclusa, in quanto era stata la madrina di battesimo di Carlo IV; per cui permise che il matrimonio tra Carlo IV e sua figlia Bianca, fosse sciolto.
Mahaut d'Artois si dimostrò una amministratrice eccellente. Manifestò anche una generosità inesauribile: aumentò i doni ai poveri, ai monasteri ed agli ospedali. Infine, confermò la sua volontà di proteggere le arti e incoraggiare la preziosità dei numerosi manoscritti che fece copiare.
Matilde morì improvvisamente all'età di 61 anni, a Parigi, per un malore, che in due giorni la portò nella tomba, il 27 novembre 1329, e fu tumulata nell'abbazia di Maubuisson, nel comune di Saint-Ouen-l'Aumône, presso Pontoise, nella Val-d'Oise, dove già erano sepolti suo padre e sua figlia Bianca, come espressamente indicato nel suo testamento del 1328.
Alla sua morte la contea d'Artois fu ereditata dalla figlia Giovanna II, già contessa di Borgogna..

### Discendenza
Matilde a Ottone IV diede 3 figli:
- Roberto (1300-1315), conte di Borgogna dall'età di 3 anni, ricordato dalla madre nelle sue disposizioni testamentarie del 1328[31].
- Giovanna (1291-1330), inclusa dalla madre nel proprio testamento del 1328[31], contessa di Borgogna, poi regina consorte di Francia, in qualità di moglie dal 1307 di Filippo V il Lungo, come conferma il Continuatio Chronici Guillelmi de Nangiaco[35]
- Bianca (1296-1326), regina di Francia, in quanto sposa dal 1308 di Carlo IV il Bello, come attesta il Continuatio Chronici Guillelmi de Nangiaco[36].

## Ascendenza
|                      |                      |                         | Genitori                  |  |  | Nonni |  |  | Bisnonni              |  |  | Trisnonni             |  |
|                      |                      |                         |                           |  |  |       |  |  | Luigi VIII di Francia |  |  | Filippo II di Francia |  |
|                      |                      |                         |                           |  |  |       |  |  | Luigi VIII di Francia |  |  | Filippo II di Francia |  |
|                      |                      | Isabella di Hainaut     |                           |  |  |       |  |  | Luigi VIII di Francia |  |  |                       |  |
| Roberto I d'Artois   |                      |                         |                           |  |  |       |  |  | Luigi VIII di Francia |  |  |                       |  |
|                      |                      | Bianca di Castiglia     | Alfonso VIII di Castiglia |  |  |       |  |  |                       |  |  |                       |  |
|                      |                      | Bianca di Castiglia     | Alfonso VIII di Castiglia |  |  |       |  |  |                       |  |  |                       |  |
|                      |                      | Bianca di Castiglia     | Eleonora d'Inghilterra    |  |  |       |  |  |                       |  |  |                       |  |
| Roberto II d'Artois  |                      | Bianca di Castiglia     |                           |  |  |       |  |  |                       |  |  |                       |  |
|                      |                      | Enrico II di Brabante   | Enrico I di Brabante      |  |  |       |  |  |                       |  |  |                       |  |
|                      |                      | Enrico II di Brabante   | Enrico I di Brabante      |  |  |       |  |  |                       |  |  |                       |  |
|                      |                      | Enrico II di Brabante   | Matilde di Lorena         |  |  |       |  |  |                       |  |  |                       |  |
| Matilde di Brabante  |                      | Enrico II di Brabante   |                           |  |  |       |  |  |                       |  |  |                       |  |
|                      |                      | Maria di Svevia         | Filippo di Svevia         |  |  |       |  |  |                       |  |  |                       |  |
|                      |                      | Maria di Svevia         | Filippo di Svevia         |  |  |       |  |  |                       |  |  |                       |  |
|                      |                      | Maria di Svevia         | Irene Angelo              |  |  |       |  |  |                       |  |  |                       |  |
| Mahaut d'Artois      |                      | Maria di Svevia         |                           |  |  |       |  |  |                       |  |  |                       |  |
|                      | Roberto di Courtenay | Pietro I di Courtenay   |                           |  |  |       |  |  |                       |  |  |                       |  |
|                      | Roberto di Courtenay | Pietro I di Courtenay   |                           |  |  |       |  |  |                       |  |  |                       |  |
|                      | Roberto di Courtenay | Elisabetta di Courtenay |                           |  |  |       |  |  |                       |  |  |                       |  |
| Pietro di Courtenay  | Roberto di Courtenay |                         |                           |  |  |       |  |  |                       |  |  |                       |  |
|                      |                      | Matilde di Mehun        | Filippo di Mehun          |  |  |       |  |  |                       |  |  |                       |  |
|                      |                      | Matilde di Mehun        | Filippo di Mehun          |  |  |       |  |  |                       |  |  |                       |  |
|                      |                      | Matilde di Mehun        | …                         |  |  |       |  |  |                       |  |  |                       |  |
| Amicia di Courtenay  |                      | Matilde di Mehun        |                           |  |  |       |  |  |                       |  |  |                       |  |
|                      |                      | Gaucherio di Joigny     | …                         |  |  |       |  |  |                       |  |  |                       |  |
|                      |                      | Gaucherio di Joigny     | …                         |  |  |       |  |  |                       |  |  |                       |  |
|                      |                      | Gaucherio di Joigny     | …                         |  |  |       |  |  |                       |  |  |                       |  |
| Petronilla di Joigny |                      | Gaucherio di Joigny     |                           |  |  |       |  |  |                       |  |  |                       |  |
|                      |                      | Amicia di Montfort      | …                         |  |  |       |  |  |                       |  |  |                       |  |
|                      |                      | Amicia di Montfort      | …                         |  |  |       |  |  |                       |  |  |                       |  |
|                      |                      | Amicia di Montfort      | …                         |  |  |       |  |  |                       |  |  |                       |  |
|                      |                      | Amicia di Montfort      |                           |  |  |       |  |  |                       |  |  |                       |  |

### Fonti primarie
- (LA)  Monumenta Germaniae Historica, Scriptores, tomus XXIII.
- (FR)  Recueil des historiens des croisades. Historiens occidentaux. Tome II.
- (LA)  Recueil des historiens des Gaules et de la France. Tome 20.
- (LA)  Archives de la Maison-Dieu de Châteaudun.
- (LA)  Monumenta Zollerana.
- (LA)  Histoire généalogique des Sires de Salins, Tome I.
- (FR)  Diplomatum Belgicorum nova collectio, sive supplementum ad opera diplomatica Auberti Miræi (Brussels), Tome IV.
- (LA)  Histoire généalogique de la Maison royale de Courtenay.

### Letteratura storiografica
- Christelle Baulozat-Loubet,Mahaut d'Artois: Une femme de pouvoir , Perrin, 2015.
- Antonietta Drago e Gabriele Mendel, I Capetingi, Mondadori, Milano, 1972.
- Maurice Druon, Il Re di ferro, Mondadori, Milano 2014.
- P.J. Blok e W.T. Waugh, "Germania, 1273-1313", cap. VIII, vol. VI (Declino dell'impero e del papato e sviluppo degli stati nazionali) della Storia del Mondo Medievale, 1999, pp. 332–371.
- Hilda Johnstone, "Francia: gli ultimi Capetingi", cap. XV, vol. VI (Declino dell'impero e del papato e sviluppo degli stati nazionali) della Storia del Mondo Medievale, 1999, pp. 569–607.
- Paul Fournier, "Il regno di Borgogna o d'Arles dal XI al XV secolo", cap. XI, vol. VII (L'autunno del Medioevo e la nascita del mondo moderno) della Storia del Mondo Medievale, 1999, pp. 383–410.
- Henry Pirenne, "I Paesi Bassi", cap. XII, vol. VII (L'autunno del Medioevo e la nascita del mondo moderno) della Storia del Mondo Medievale, 1999, pp. 411–444.
- (FR)  Histoire des ducs de Bourgogne de la race capétienne, tome VI.
- (FR)  Chronique parisienne anonyme du XIVe siècle.
- Jules-Marie Richard, Mahaut, comtesse d'Artois e de Bourgogne, PyréMonde, 2007.